# Ochthera angustifacies
Ochthera angustifacies är en tvåvingeart som först beskrevs av Friedrich Georg Hendel 1930.  Ochthera angustifacies ingår i släktet Ochthera och familjen vattenflugor. Inga underarter finns listade i Catalogue of Life.